# 上尾市立南中学校
上尾市立南中学校（あげおしりつ みなみちゅうがっこう）は、埼玉県上尾市にある公立中学校。

## 沿革
- 昭和54年 3月24日 校舎・体育館建築完了
- 昭和54年 4月 1日 上尾市立南中学校創立（上尾市立西中学校・太平中学校を分離）大谷小学校、鴨川小学校の一部を学区とする。

- 昭和54年11月 2日 落成式開校式典挙行　校旗、校章発表（開校記念日）

- 昭和55年 3月11日 校歌制定発表会

- 昭和55年 8月 7日 プール工事完了

- 昭和57年 3月 1日 増築校舎7教室完成

- 昭和58年11月 1日 創立5周年記念式典・校歌碑建立

- 昭和60年 4月24日 昭和59年度埼玉県学校緑化コンクール「良好賞」受賞

- 昭和60年 7月20日 中庭整備工事完了

- 昭和62年 5月11日 ゴルファー緑化促進協力会委託金交付（校庭樹木植裁）

- 平成元年 3月 4日 創立10周年記念事業完了（校舎壁面へ校章取付け）

- 平成2年 5月31日 武道場完成

- 平成5年 1月18日 給食室・配膳室設置完了

- 平成5年 2月 1日 コンピューター室完成、新図書室完成

- 平成5年 5月 1日 平成5年度進路指導研究委嘱（埼玉県中学校進路指導研究会）

- 平成7年11月 9日 平成6年・7年度掲示教育研究発表（上尾市教育委員会委嘱）

- 平成10年10月31日 創立20周年記念事業完了（校門前屋外照明設備設置）

- 平成12年 6月23日 プール改装

- 平成12年 8月31日 国旗掲揚台（3本立）設置

- 平成13年 3月 9日 体育館の屋根等改修

- 平成14年 1月18日 県学校健康教育推進大会で、学校安全の優良学校の賞を得る

- 平成14年 9月19日 体育館・武道場への屋根完成

- 平成15年 4月2日 平成15・16年度体力向上研究校の委嘱（上尾市教育委員会）

- 平成15年 4月18日 平成15・16年度体力向上研究委嘱（埼玉県教育委員会）

- 平成16年 11月 9日 埼玉県教育委員会・上尾市教育委員会委嘱体力向上研究発表

- 平成17年 2月19日 第4回あげお環境賞受賞

- 平成17年 5月 1日 平成17年度進路指導研究委嘱（埼玉県中学校進路指導研究会）

- 平成17年 5月 10日 「自転車マナーアップ推進校」の指定（上尾警察署）

- 平成18年12月 5日　「省エネルギー教育推進モデル校」研究発表会

- 平成19年 4月 1日　上尾市教育委員会委嘱「啓発的体験を生かしたキャリア教育の推進」

- 平成20年11月 1日　創立三十周年記念事業

- 平成20年11月20日　平成19・20年度「進路指導・キャリア教育」研究発表会（上尾市教育委員会委嘱）

- 平成22年4月1日　平成22・23年度「環境教育」（上尾市教育委員会委嘱）
- 平成24年8月31日　校舎耐震工事完了

- 平成25年4月1日　平成25・26年度「生徒指導」（上尾市教育委員会委嘱）

- 平成25年9月3日　体育館耐震工事完了

- 平成27年1月20日　平成25・26年度生徒指導研究発表会（上尾市教育委員会委嘱）

- 平成28年4月1日　平成28・29年度「学習指導」（上尾市教育委員会委嘱）

- 平成29年11月15日　上尾市教育委員会委嘱「学力向上」研究発表

## 学区
- 鴨川小学校
- 大谷小学校

## 校外活動
- 夏休みには、上尾市立鴨川小学校に対する学習支援ボランティアが行われている。
- 2学年では上尾市内で2日間職業体験を行う2daysが行われている。
- 3学年では埼玉県立上尾南高等学校の体験授業を行われている。